# クリフォード・エセックス
クリフォード・エセックス（Clifford Essex、1869年 - 1946年2月2日）は、ヴィクトリア朝からエドワード朝にかけて活動したイングランドのバンジョー奏者、教師、楽器製造業者。

## 経歴
1900年、エセックスはロンドンのピカデリーにクリフォード・エセックス社 (Clifford Essex And Co,) を設立したが、この会社はその後いろいろな名称の変遷を経ながら企業体として1977年まで存続した。この会社は、長い空白を置いた後、かつてこの会社の従業員であったバンジョー奏者クレム・ヴィッカリー (Clem Vickery) によって2007年に復活した。エセックスはバンジョーやマンドリンを製造し、バンジョーの演奏法に関するいくつもの本を書き、「バンジョー・オーケストラ (Banjo Orchestra)」と称されたクリフォード・エセックス・バンジョー・バンド (Clifford Essex Banjo Band) をはじめ様々なバンドで演奏し、さらに1883年から死去する1946年ころまでロンドンで音楽教室を続けた。
1903年に彼が創刊した雑誌『BMG (BMG)』は、バンジョー、マンドリン、ギターの頭文字を誌名とし、現在もイングランドで刊行が続けられている。
エセックスは、1946年2月2日にウィンブルドンの自宅において、87歳で死去した。